# 홍창 (남량)
홍창(弘昌)은 중국 남량(南凉) 경왕(景王)의 첫 번째 연호이다. 402년 3월에서 404년 2월까지 2년 동안 사용하였다. 404년 2월, 독발녹단(禿髪傉檀)은 연호와 왕호를 폐지하고 후진(後秦)에 복속하였다.
같은 시기에 사용된 다른 연호로는 동진(東晉)에서 사용한 원흥(元興 : 402년 ~ 404년), 대형(大亨 : 402년 ~ 403년), 환현(桓玄)의 초(楚)에서 사용한 건시(建始 : 403년), 영시(永始 : 403년 ~ 404년), 후연(後燕)에서 사용한 광시(光始 : 401년 ~ 406년), 후진(後秦)에서 사용한 홍시(弘始 : 399년 ~ 416년), 후량(後凉)에서 사용한 신정(神鼎 : 401년 ~ 403년), 북량(北凉)에서 사용한 영안(永安 : 401년 ~ 412년), 남연(南燕)에서 사용한 건평(建平 : 400년 ~ 405년), 서량(西凉)에서 사용한 경자(庚子 : 400년 ~ 404년), 북위(北魏)에서 사용한 천흥(天興 : 398년 ~ 404년)이 있다.

## 연대대조표
| 홍창                | 원년            | 2년                             | 3년            |
| 서력                | 402년           | 403년                           | 404년          |
| 육십간지 (六十干支) | 임인(壬寅)      | 계묘(癸卯)                      | 갑진(甲辰)     |
| 동진 (東晉)         | 대형(大亨) 원년 | 2년                             | 원흥(元興) 3년 |
| 초 (楚)             | -               | 건시(建始) 원년 영시(永始) 원년 | 2년            |
| 후연 (後燕)         | 광시(光始) 2년  | 3년                             | 4년            |
| 후진 (後秦)         | 홍시(弘始) 4년  | 5년                             | 6년            |
| 후량 (後凉)         | 신정(神鼎) 2년  | 3년                             | -              |
| 북량 (北凉)         | 영안(永安) 2년  | 3년                             | 4년            |
| 남연 (南燕)         | 건평(建平) 3년  | 4년                             | 5년            |
| 서량 (西凉)         | 경자(庚子) 3년  | 4년                             | 5년            |
| 북위 (北魏)         | 천흥(天興) 5년  | 6년                             | 7년            |

## 같이 보기
- 중국의 연호

| 이전 연호 건화(建和) | 중국의 연호 남량(南凉) | 다음 연호 가평(嘉平) |